# Belle Plaine (Iowa)
Belle Plaine – miasto w Stanach Zjednoczonych, w stanie Iowa, w hrabstwie Benton.

## Demografia
W 2000 liczyło 2878 mieszkańców. W 2023 liczba mieszkańców spadła do 2340 osób, a gęstość zaludnienia poniżej 279 osób/km².